# Biblioteca nacional de Indonesia
La Biblioteca nacional de Indonesia o más formalmente Biblioteca nacional de la República de Indonesia (en indonesio: Perpustakaan Nasional Republik Indonesia) es la biblioteca de depósito legal de Indonesia. Sirve principalmente como una biblioteca de humanidades junto con las responsabilidades nacionales para la ciencia y la agricultura. La Biblioteca Nacional fue fundada en 1980 mediante un decreto del Ministerio de Educación y Cultura y la consolidación de cuatro bibliotecas diferentes. Se mantiene como una institución gubernamental no ministerial y es responsable ante el presidente de Indonesia. Las primeras colecciones se originaron a partir de la biblioteca del Museo Nacional, inaugurada en 1868 y anteriormente gestionada por la Real Sociedad de Artes y ciencias de Batavia. Un edificio nuevo para la biblioteca abrió sus puertas en 1988 con el apoyo financiero de la señora Tien Suharto.